# قليلا من الجنة (فلم)
قليلا من السماء (بالإنجليزية: A Little Bit of Heaven) هو فيلم كوميدي رومانسي صدر في 2011 إخراج نيكول كاسيل وبطولة كيت هدسون وغايل غارسيا برنال

## قصة الفيلم
تدور قصة الفيلم حول الفتاة مارلي كوربيت (كيت هدسون) العزباء في عقدها الثالث والناجحة في عملها تكتشف إصابتها بمرض السرطان وتحاول التوفيق بين مصيرها المظلم والأشخاص الذين تحبهم من بين أفراد أسرتها وأصدقائها وأخيرا طبيبها جوليان غولدشتاين (غايل غارسيا برنال) الذي تقع في حبه. و المضحك في الامر ان خوفها من الوقوع في الحب أكبر من همها بمرض السرطان فتقع في الكثير من المواقف الكوميدية.

## وصلات خارجية
- مقالات تستعمل روابط فنية بلا صلة مع ويكي بيانات